# Feliniopsis
Feliniopsis é um gênero de traça pertencente à família Arctiidae.